# Linnéuniversitetet
Linnéuniversitetet är ett svenskt statligt universitet med fem fakulteter samt nämnden för lärarutbildning, 34 000 studenter, varav ca 15 000 helårsstudenter, och 2000 anställda. Linnéuniversitetet bildades den 1 januari 2010 genom sammanslagning av Växjö universitet och Högskolan i Kalmar. Dessa två lärosäten upphörde att existera som separata lärosäten samma dag som Linnéuniversitetet startade. Namnet avser att hedra forskaren Carl von Linné, som var född på komministergården Råshult i Stenbrohult, Småland. Universitetet har verksamhet på huvudorterna Kalmar och Växjö. Universitetsrektor från oktober 2017 är Peter Aronsson. Universitetsdirektör är Therése Iveby Gardell.
I Växjö finns universitetet samlat på ett universitetsområde (campus) strax söder om stadens centrum, och i Kalmar vid Universitetskajen i centrala staden. Universitetskajen invigdes 2021.

## Historia

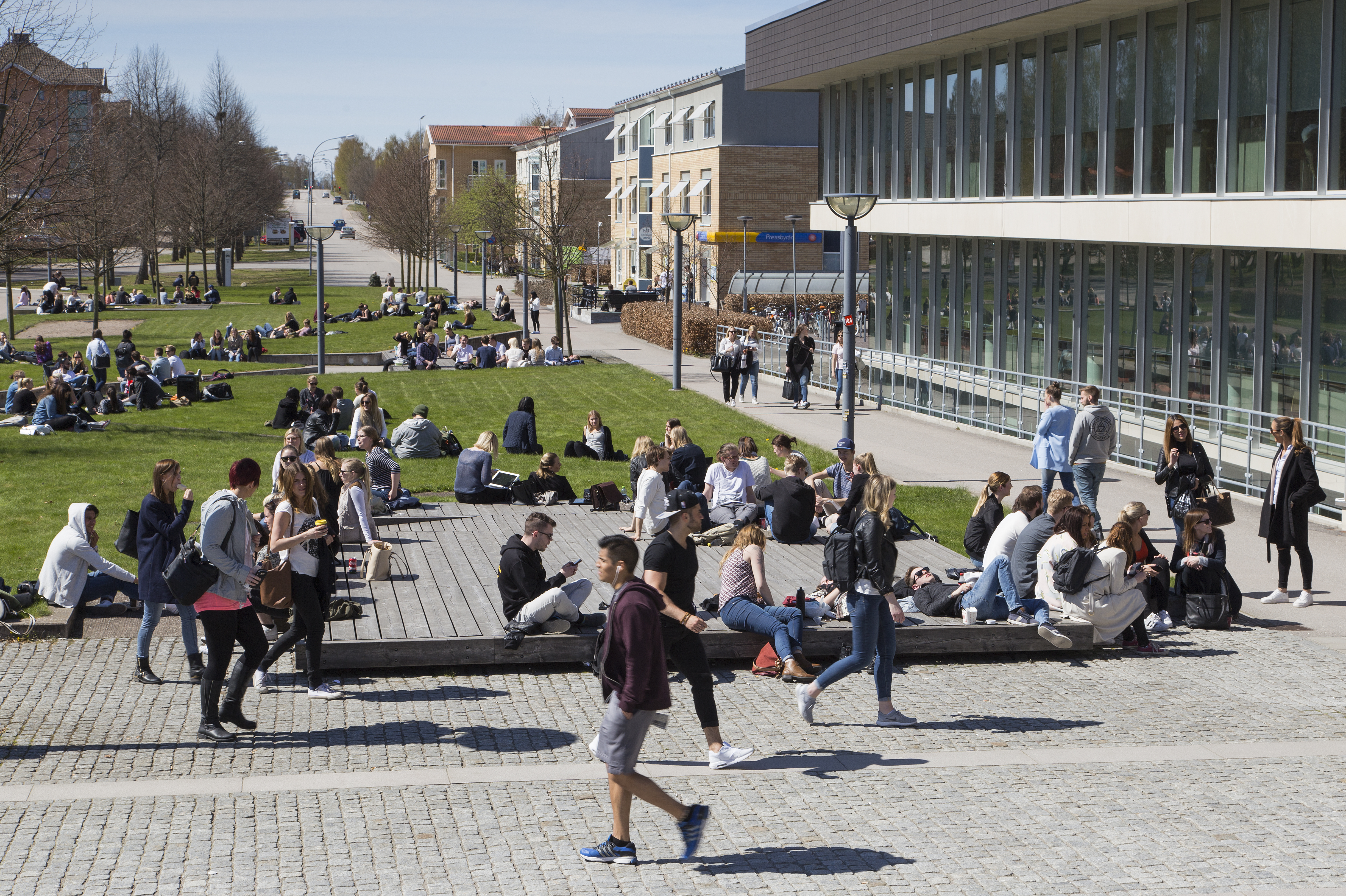
Universitetsplatsen i Växjö.

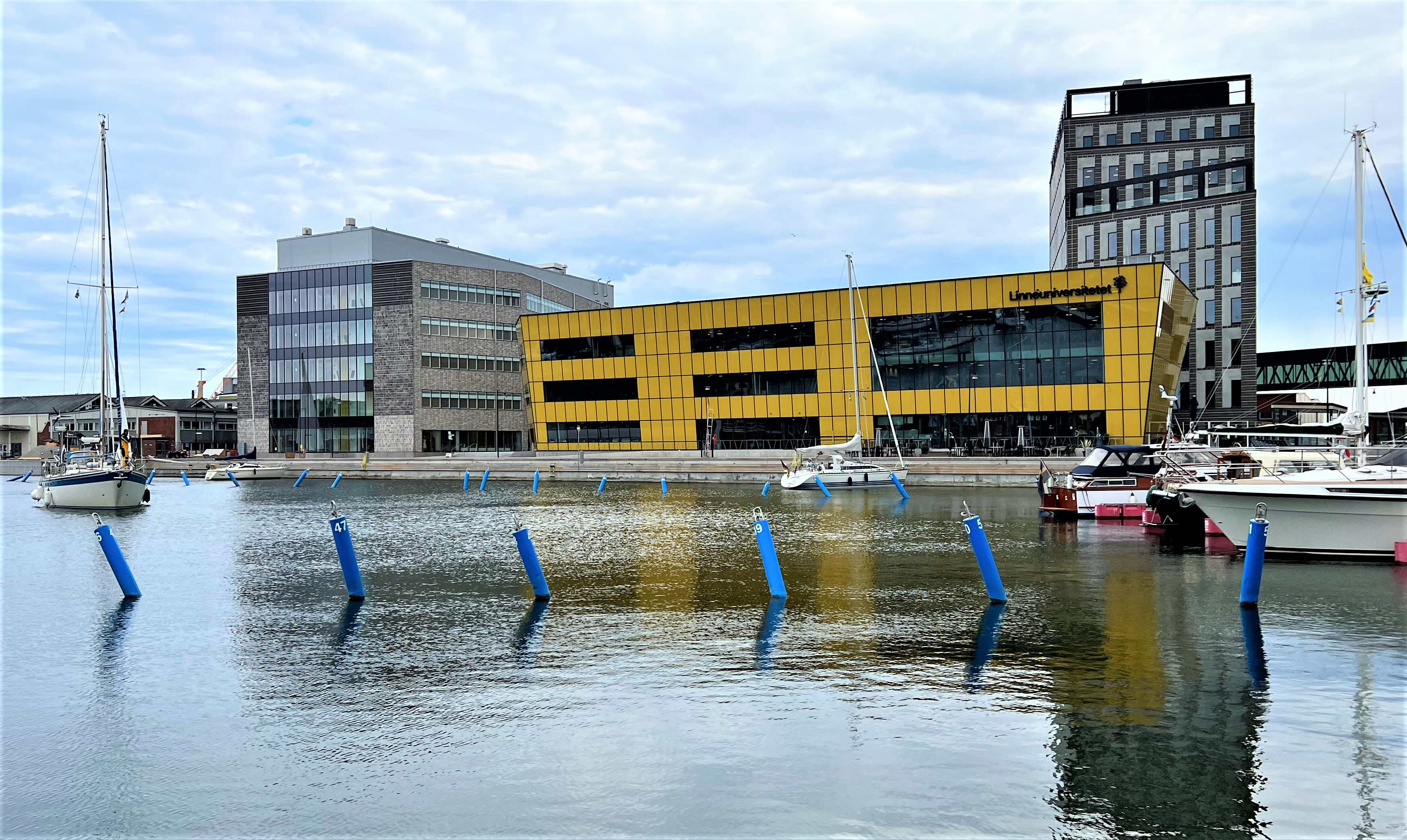
Några av Linnéuniversitetets byggnader i Kalmar, med universitetsbiblioteket i den gula byggnaden. I förgrunden en del av Ölandshamnen i Kalmar hamn, med gästbåtplatser, maj 2022.

Bildandet av Linnéuniversitetet började som ett strategiskt samarbete, kallat Akademi sydost, år 2004. Sedan Blekinge tekniska högskola drog sig ur samarbetet under 2008 blev det Växjö universitet och Högskolan i Kalmar som 2010 gick samman.
I december 2008 tillsattes den organisationskommitté som under ledning av Lars Haikola hade till uppgift att bland annat besluta om bemanning vid Linnéuniversitetet. Organisationskommittén hade regeringens uppdrag att fungera som en interimistisk styrelse för Linnéuniversitetet under 2009. Kommittén presenterade 3 juni 2009 sitt förslag till rektor, Stephen Hwang som var professor i fysik och tidigare verksam vid Karlstads universitet. Regeringen utsåg 27 augusti 2009 Stephen Hwang till rektor för Linnéuniversitetet från 1 januari 2010 till 31 december 2015. Förordnandet förlängdes senare. I mars 2017 lämnade Hwang Linnéuniversitet för att bli rektor vid Högskolan i Halmstad. Från mars 2017 vikarierade Peter Aronsson som universitetsrektor och föreslogs sedan som ny ordinarie rektor.  Från oktober 2017 är Peter Aronsson rektor vid Linnéuniversitetet.

## Utbildning
Linnéuniversitetet har drygt 100 utbildningsprogram på grundnivå och ca 80 utbildningsprogram på avancerad nivå. Sammanlagt ges 2 000 fristående kurser. Universitetet har även en rad olika uppdragsutbildningar såsom rektorsutbildning och polisutbildning. 

## Forskning
Forskningen vid universitetet spänner över områden som humaniora, samhällsvetenskap, naturvetenskap och teknik, och det finns väletablerade forskningsområden inom ekologi och evolution, diskriminering och integration, postkolonialism, intermedialitet, biovetenskap samt 'big data'. Linnaeus University Centres är kvalitetsgranskade spetsforskningsmiljöer, men framstående forskning bedrivs även inom ett stort antal andra forskargrupper. Universitetet samlar också forskning, utbildning och samverkan i så kallade Kunskapsmiljö Linné. För närvarande finns sju Kunskapsmiljö Linné.

### Linnaeus University Centre
Linnaeus University Centre är Linnéuniversitetets spetsforskningsmiljöer. Inom Linnaeus University Centres bedrivs forskning med såväl nationell som internationell lyskraft och forskningsmiljöerna kvalitetsgranskas av bedömargrupper bestående av internationellt erkända forskare inom respektive område. I dagsläget finns sex stycken Linnaeus University Centres: 

#### Linnaeus University Centre for Biomaterials Chemistry
Biomaterials Chemistry bedriver forskning i immunologi, organisk kemi och biokemi. Forskare inom centrumet arbetar med utveckling och tillämpning av material som kan efterlikna eller integreras i biologiska system.

#### Linnaeus University Centre for Concurrences in Colonial and Postcolonial Studies
Forskning med fokus på kulturmöten som en konsekvens av kolonial expansion. Forskarna i gruppen spänner över historia, engelska, sociologi, religionsvetenskap, socialt arbete samt litteratur- och konstvetenskap.

#### Linnaeus University Centre for Data Intensive Sciences and Applications
Data Intensive Sciences and Applications arbetar med insamling, analys och nyttogörande av stora datamängder. Forskningen har sin tyngdpunkt inom datavetenskap, men har ett mångvetenskapligt perspektiv genom ett samarbete mellan forskare från universitetets samtliga fakulteter.

#### Linnaeus University Centre for Discrimination and Integration Studies
Discrimination and Integration Studies bedriver främst forskning inom nationalekonomi, men även statsvetenskap och psykologi. Forskningen undersöker hur etnisk tillhörighet, ålder, kön och sexuell läggning påverkar olika gruppers framgång på arbetsmarknaden. 

#### Linnaeus University Centre for Ecology and Evolution in Microbial model Systems
Ecology and Evolution in Microbial Model Systems forskar om vattenmiljön i och nära Östersjön och samlar forskning i mikrobiologi, evolutionsbiologi och marinbiologi. Forskningskompetensen täcker in hela Östersjöns näringskedja från minsta mikroorganismer till fiskar och fåglar.

#### Linnaeus University Centre for Intermedial and Multimodal Studies
Intermedial and Multimodal Studies är en tvärvetenskaplig miljö med ambition att fördjupa förståelsen för alla mediers grundläggande natur och möta de utmaningar som det nya medielandskapet innebär. Forskningen spänner över främst litteraturvetenskap, medie- och kommunikationsvetenskap, språkvetenskap, musikvetenskap, filmvetenskap och konstvetenskap.

### Kunskapsmiljö Linné
För att möta dagens och morgondagens samhällsutmaningar har Linnéuniversitetet samlat framstående forskning, utbildning och samverkan i något så kallade kunskapsmiljöer. Kunskapsmiljöerna är tvärvetenskapliga och integrerar utbildning, forskning och samverkan för att kunna möte de komplexa utmaningar samhället står inför.

### Snillen stimulerar
2016 startades forskningspodcasten Snillen stimulerar. Med ett populärvetenskapligt fokus beskriver forskarna sin forskning och drivkraften bakom den.

## Fakulteter och institutioner
Vid universitetet finns följande fakulteter:
- Ekonomihögskolan
- Fakulteten för hälso- och livsvetenskap
- Fakulteten för konst och humaniora
- Fakulteten för samhällsvetenskap
- Fakulteten för teknik

Inom fakulteterna finns följande institutioner:
- Ekonomihögskolan
  - Institutionen för marknadsföring och turism
  - Institutionen för nationalekonomi och statistik
  - Institutionen för management
- Fakulteten för hälso- och livsvetenskap
  - Institutionen för biologi och miljö
  - Institutionen för hälso- och vårdvetenskap
  - Institutionen för kemi och biomedicin
  - Institutionen för medicin och optometri
  - Institutionen för psykologi
- Fakulteten för konst och humaniora
  - Institutionen för design
  - Institutionen för film och litteratur
  - Institutionen för kulturvetenskaper
  - Institutionen för medier och journalistik
  - Institutionen för musik och bild
  - Institutionen för språk
  - Institutionen för svenska språket
  - Medieinstitutet FOJO
- Fakulteten för samhällsvetenskap
  - Institutionen för didaktik och lärande
  - Institutionen för idrottsvetenskap
  - Institutionen för kriminologi och polisiärt arbete
  - Institutionen för pedagogik och lärande
  - Institutionen för rättsvetenskap
  - Institutionen för samhällsstudier
  - Institutionen för socialt arbete
  - Institutionen för statsvetenskap

- Fakulteten för teknik
  - Institutionen för byggd miljö och energiteknik
  - Institutionen för byggteknik
  - Institutionen för datavetenskap och medieteknik
  - Institutionen för fysik och elektroteknik
  - Institutionen för informatik
  - Institutionen för maskinteknik
  - Institutionen för matematik
  - Institutionen för skog och träteknik
  - Sjöfartshögskolan i Kalmar
- Nämnden för lärarutbildning

Andra enheter:
- Universitetsbiblioteket (UB)

### Institutionen för hälso- och vårdvetenskap

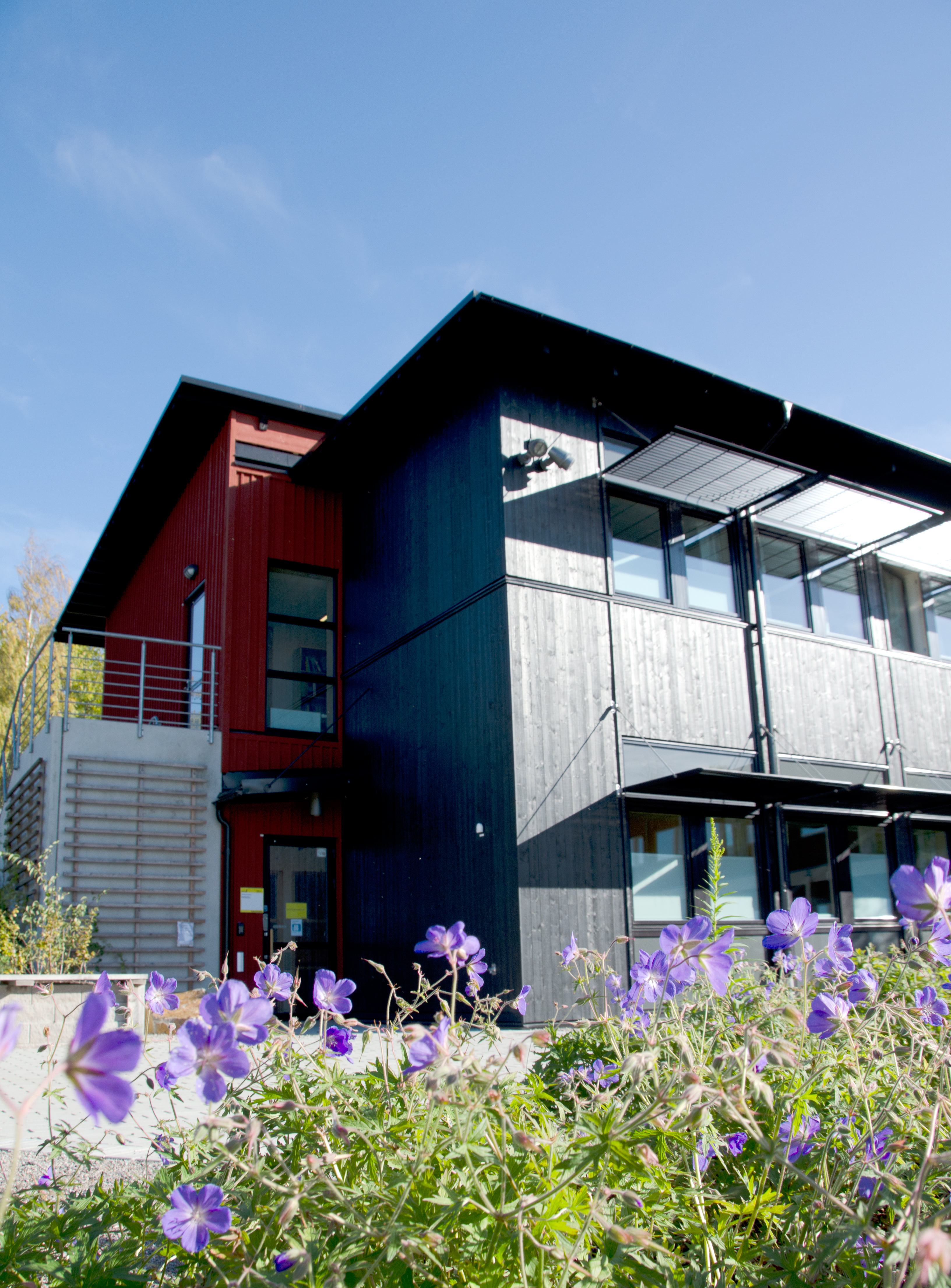
Hälsomottagningen i Växjö.

Institutionen för hälso- och vårdvetenskap är en av de institutioner som ligger under Fakulteten för hälso- och livsvetenskap vid Linnéuniversitetet. På institutionen utbildas sjuksköterskor men här ges även specialistsjuksköterskeprogram med olika inriktningar; ambulanssjukvård, anestesisjukvård, intensivvård, operationssjukvård, distriktssköterska, vård av äldre samt psykiatrisk vård. Utöver dessa utbildningar finns barnmorskeprogrammet och magisterprogram i vårdvetenskap.

#### Forskning
Den vårdvetenskapliga forskningen bedrivs inom olika fält exempelvis livsvärldens teori och didaktik, hälsa och migration, familjefokuserad omvårdnad samt inom psykiatri, rättspsykiatri och akutvård. Det finns ytterligare några mindre forskargrupperingar samt enskilda forskare som bedriver egna projekt eller som under begränsad tid deltar i specifika projekt. Till institutionen hör eHälsoinstitutet, en universitetsövergripande enhet som bedriver utvärdering och forskning kring IT-stöd med ett hälsofrämjande syfte.

#### Historik
Åren 1907–1935 fanns en sjuksköterskeskola vid lasarettet i Västervik. Från 1940 drev Kalmar läns norra landsting, Östergötlands läns landsting och Norrköpings stad tillsammans Birgitta sjuksköterskeskola i Linköping. År 1951 startades sjuksköterskeutbildning i Kalmar tillsammans med Blekinge läns landsting, Sydöstra Sveriges Sjuksköterskeskola, SSSS.
År 1972 slogs sjuksköterskeskolan och den gymnasiala vårdutbildningen samman under namnet Stensöskolan. Årsskiftet 1987/88 delades vårdutbildningarna i en gymnasial- och en högskoleutbildning, vilken integrerades med Högskolan i Kalmar 1998.  Ytterligare omorganisationer följde och Humanvetenskapliga institutionen bildades.
En sjuksköterskeskola öppnades 1893 vid Växjö lasarett. År 1936 lades skolan ner för att starta på nytt 1950, då Kronobergs och Hallands landsting bedrev gemensam sjuksköterskeutbildning. År 1978 upphörde Kronobergs-Hallands sjuksköterskeskola i och med att utbildningen förlades till Vårdskolan i Växjö. Genom organisationsförändring 1987 skapades Vårdhögskolan som senare integrerades med Högskolan i Växjö och som från 1999 blev Institutionen för vårdvetenskap och socialt arbete vid Växjö universitet.
Från 1 januari 2010 ingår utbildningen i Linnéuniversitetet som bildades då Högskolan i Kalmar och Växjö universitet gick samman.

## Rankning
Rankning av universitet är något som efterhand tilldragit sig större intresse. Nedan visas några rankningar där Linnéuniversitetet (eller de tidigare Växjö universitet och Högskolan i Kalmar) är med. Det gäller rankning inom Sverige.
| Organisation                                     | År   | Linnéuniversitetet | Växjö universitet | Högskolan i Kalmar |
| ------------------------------------------------ | ---- | ------------------ | ----------------- | ------------------ |
| Sydsvenska handelskammaren                       | 2008 | —                  | 12                | 22                 |
| Sydsvenska handelskammaren                       | 2009 | 8*                 | 14                | 18                 |
| Urank - Svensk universitets- och högskoleranking | 2008 | —                  | 16                | 28                 |
| Urank - Svensk universitets- och högskoleranking | 2009 | —                  | 17                | 25                 |

* Efter sammanvägning av värden för Växjö universitet och Högskolan i Kalmar.

## Rektorer
- Stephen Hwang (januari 2010 – mars 2017)
- Peter Aronsson vikarierande rektor (mars 2017 – september 2017)
- Peter Aronsson (oktober 2017 – september 2023)

## Studentliv
Linnéuniversitetet i Växjö har ett samlat universitetsområde, campus, där samtliga undervisningslokaler finns. Det finns dessutom 3 800 studentlägenheter och studentrum på området som är hem för ca 5 500 studenter. Hela den samlade verksamhet som universitetet och dess studenter svarar för finns på universitetsområdet söder om Växjö centrum. På campus ligger även Teleborgs slott.
På campus Växjö finns många aktiviteter för studenter, av studenter, bland annat de två studentpubarna Slottsstallarna och Sivans, belägna mitt på campus.
I Kalmar finns Kårhuset och Sjösjukan för studenterna. Aktiviteterna ligger i centrala Kalmar trots att studenterna bor runt om i staden. Linnéuniversitetets verksamhet är samla vid en nybyggda Universitetskajen. 

### Studentkårer
Linnéuniversitetet har en gemensam studentkår:
- Linnékåren[17]

Studentkåren Linnékåren bildades den 1 juli 2010 genom en sammanslagning av de tidigare kårerna Studentkåren i Kalmar och Studentkåren i Växjö.

### Studentnationer
Linnéuniversitetet i Växjö har en rad föreningar som kallar sig för nationer, dock utan att ha formell status som studentnation och medlemskap i dem har inte varit obligatoriskt. De är föreningar för sociala aktiviteter som inte är knutna till någon särskild utbildning. Dessa är uppkallade efter olika landskap eller landsdelar i Sverige, till exempel Norrlands Nation eller Smålands Nation.
Följande studentnationer finns i Växjö:
- Norrlands Nation[18]
- Smålands Nation[19]
- SkåneS Nation[20]
- Västkustens Nation[21]
- Östgöta Nation[22]
- EHVS (Ekonomihögskolan I Växjö)[23]

### Studentpubar
Följande pubar finns i Kalmar:
- Lék-Stugan[24]
- Calmare Studentpub (drivs av studentföreningen Kalmar Studentliv)
- Sjösjukan (Lambda, Meskalin och Humanus)

Följande pubar finns i Växjö:
- Sivans Studentpub
- Slottsstallarna

Nattklubben Corehouse, som var en nattklubb endast för Kalmars studenter, stängdes 30 oktober 2010 . En av anledningarna till stängningen fanns i den hyreshöjning Kalmar kommun genomförde, vilket resulterade i att Studentkåren Högskolan i Kalmar inte längre kunde finansiera kårhusverksamheten.
Tidigare fanns det även andra studentpubar i Växjö, bl.a. Mjödner, Jolly Rodger och Pudas, som utvecklades från Club Dinotheque.